# Вступ Латвії до Європейського Союзу
Вступ Латвії до Європейського Союзу (латис. Latvijas pievienošanās Eiropas Savienībai) — процедура, яка дозволила Латвії приєднатися до Європейського Союзу 1 травня 2004 року. Таким чином, Європейський Союз був розширений до 25 держав, Латвія увійшла одночасно з дев’ятьма іншими державами.

## Історія

### Початкова ситуація
За підсумками референдуму 3 березня 1991 року, Латвія відновила незалежність. Незалежність визнала Європейська комісія 27 серпня 1991 року.
11 січня 1992 року, Латвія та інші країни Балтії були включені до програми PHARE. 11 травня того ж року було підписано торгову угоду між Латвією та Європейськими Співтовариствами. Вона набула чинности 11 лютого 1993 року. 5 травня 1993 року, підписана чергова угода про відносини з рибальства з Європейським економічним співтовариством. Вона набувала чинности 5 серпня. 3 червня 1993 року, Рада приймає рішення щодо критеріїв, Копенгагенських критеріїв, для нових заявників.
9 травня 1994 року, Латвія приєднується до Західноєвропейського Союзу як асоційований партнер. 18 липня того ж року була підписана торговельна угода між Європейським Союзом і Латвією на заміну торговельній угоді з Російською Федерацією 11 травня 1992 року. У листопаді 1994 року, Рада міністрів Латвії відкрила Офіс європейської інтеграції.
У квітні 1995 року, Сейм прийняв концепцію зовнішньої політики з пріоритетом інтеграції в ЄС і НАТО.12 червня 1995 року, уряд підписав угоду про асоціацію з Європейським Союзом.

### Подання та визнання кандидатури
13 жовтня 1995 року уряд Латвії підписав заявку на членство в Європейському Союзі:
Відповідно до рішення, прийнятого Парламентом Латвії, ми цим подаємо Вам заявку Латвії на членство в Європейському Союзі відповідно до статті O Договору про Європейський Союз.— Ulmanis та Gailis, 1995
Наступного дня всі політичні партії Сейму підтримали заяву президента про членство Латвії. Після цієї підтримки запит подався до Іспанії, яка головувала в Раді Європейського Союзу.
У листопаді 1995 року, Сеймом створюється Комітет з європейських справ. Після цієї заявки на членство Європейська рада в Мадриді в грудні 1995 року Рада просить Європейську Комісію підготувати висновок щодо заявок на членство, поданих новими державами-кандидатами.
29 березня 1996 року міжурядова конференція, скликана під час Європейської ради в Мадриді в грудні 1995 року зустрічається в Турині. У квітні 1996 року Європейська комісія подає 2000 запитань до уряду Латвії, який відповідає на них 26 липня.
26 червня 1997 року Європейська комісія публікує Порядок денний на 2000 рік, в якому міститься висновок щодо вступу Латвії. На підставі цього висновку Рада приймає рішення 12 грудня 1997 року, щоб включити в переговорний процес усіх 11 держав-кандидатів.
11 лютого 1998 року, набуває чинности Угода про асоціацію між Союзом і Латвією. 23 лютого того ж року відбулося перше засідання Ради асоціації Латвія-Європейський Союз.

### Перемовини
30 березня 1998 року, офіційно починаються переговори про вступ до Європейського Союзу. Європейська комісія надсилає Партнерство приєднання державам-кандидатам, у тому числі Латвії.

### Референдум і вступ
16 січня 2003 року прем'єр-міністр Ейнарс Репше підписав розпорядження про створення керівної групи для проведення інформаційної роботи референдуму Європейського Союзу. 20 вересня 2003 року в Латвії відбувся референдум про членство в ЄС. 1 травня 2004 року Латвійська Республіка стала повноправним членами Європейського Союзу.

#### Впровадження acquis
- Reprise de l'acquis communautaire : union économique et monétaire. Europa. mars 2004. uem.
- Reprise de l'acquis communautaire : social, droit du travail. Europa. janvier 2004. soc.
- Reprise de l'acquis communautaire : politique agricole commune et politique commune de la pêche. Europa. février 2004. pacpcp.
- Reprise de l'acquis communautaire : industrie. Europa. mars 2004. industrie.
- Reprise de l'acquis communautaire : libre circulation des marchandises. Europa. février 2004. lcdm.
- Reprise de l'acquis communautaire : fiscalité. Europa. janvier 2004. fisc.
- Reprise de l'acquis communautaire : concurrence. Europa. mars 2004. conc.
- Reprise de l'acquis communautaire : politique commune des transports. Europa. janvier 2004. transp.
- Reprise de l'acquis communautaire : énergie. Europa. janvier 2004. éner.
- Reprise de l'acquis communautaire : environnement. Europa. février 2004. envi.
- Reprise de l'acquis communautaire : protection des consommateurs. Europa. janvier 2004. conso.
- Reprise de l'acquis communautaire : éducation et formation. Europa (portail web). mars 2004. édu.
- Reprise de l'acquis communautaire : média. Europa. janvier 2004. media.
- Reprise de l'acquis communautaire : recherche et développement technologique, télécommunications et services postaux. Europa. janvier 2004. retd.
- Reprise de l'acquis communautaire : liberté de circulation, police et justice. Europa. août 2005. libcir.